# Eudes des Pins
Eudes des Pins, parfois appelé aussi Odon ou Eudes du Pin, est le 23e grand maître de l'ordre de Saint-Jean de Jérusalem de 1294 à sa mort.

## Biographie
Le 7 octobre 1273, Eudes des Pins occupe la charge de drapier de l'ordre de Saint-Jean de Jérusalem. Le 28 décembre 1287, il exerce les fonctions de maréchal de l'Ordre.
Il est élu au magistère de grand maître entre la fin de l'année1293 et avant le 30 septembre 1294, date à laquelle il préside, à Limassol, son premier chapitre général en tant que grand maître.
Dès 1295, il doit faire face à une crise interne de l'Ordre qui est menée par Boniface de Calamandrana, grand commandeur de l'Outre-mer et Guillaume de Villaret, prieur de Saint-Gilles. Ces dignitaires s'adressent au pape Boniface VIII, le 12 août 1295 afin d'obtenir une réforme de la gouvernance de l'Ordre,. Ils souhaitaient la création d'un conseil permanent composé de sept « définitors » (un représentant de chaque langue - pas encore officiellement créée et au nombre de six et non sept - et le grand maître) qui devaient assister le grand maître, contrôler ses actes et partager avec lui les principales décisions. Le pape ne donne pas suite à leur proposition, mais il adresse à Eudes des Pins, le 12 août 1295 une lettre comminatoire qui engage le grand maître à changer « ses errements antérieurs et de prendre désormais la défense des intérêts de l'Ordre ».
On ne connais pas ce que le pape et les dignitaires de l'Ordre reprochent à Eudes des Pins, sa piété, une des caractéristiques d'Eudes des Pins, qui le fait négliger les affaires de l'Ordre ou son autoritarisme qui bouscule les habitudes, cela reste une interrogation en l'absence de documents. Comme Eudes des Pins ne prend pas en compte les remontrances de Boniface celui-ci le somme de comparaître devant la cour pontificale.
Il est sur le point de se mettre en route, mais il meurt le 17 mars 1296 à Limassol.

## Référencement